# Eucalyptus denticulata
Eucalyptus denticulata är en myrtenväxtart som beskrevs av I.O. Cook och P.Y. Ladiges. Eucalyptus denticulata ingår i släktet Eucalyptus och familjen myrtenväxter. Inga underarter finns listade i Catalogue of Life.

## Bildgalleri

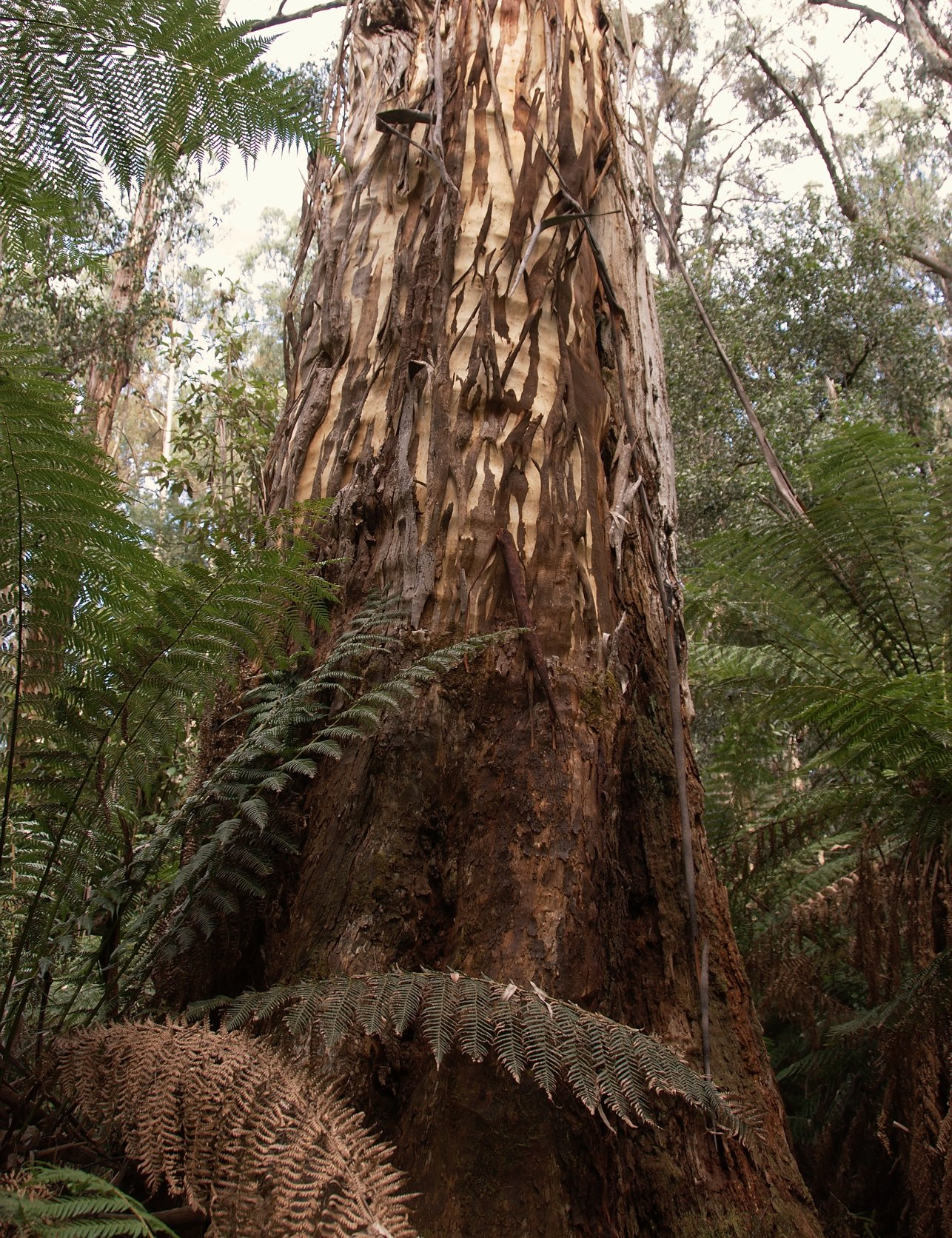
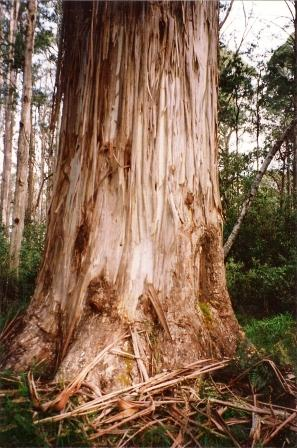
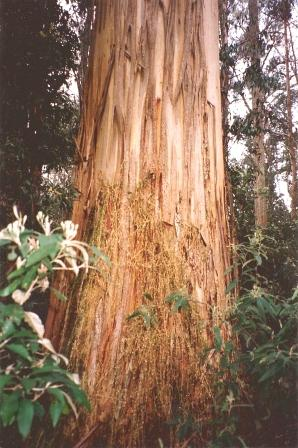